# Бугаев, Николай Васильевич
Николай Васильевич Бугаев (1837—1903) — русский математик и философ. Член-корреспондент Императорской Санкт-Петербургской академии наук (1879); заслуженный профессор математики Императорского Московского университета, председатель Московского математического общества (1891—1903), наиболее яркий представитель Московской философско-математической школы. Отец поэта Андрея Белого.

## Биография
Николай Бугаев родился в Тифлисской губернии в семье военного врача кавказских войск. В 1847 году был отправлен отцом в Москву для обучения в гимназии; учился в Первой московской гимназии (по другим данным — во Второй московской гимназии), уже с четвёртого класса он ничего не получал из дома и жил исключительно на то, что зарабатывал уроками. Окончил он с золотой медалью в 1855 году 1-ю Московскую гимназию.
В 1855 году поступил на физико-математический факультет Московского университета. Среди преподавателей Бугаева были профессора Н. Е. Зернов, Н. Д. Брашман, А. Ю. Давидов. Известно, что после лекций Бугаев занимался самообразованием, читая дома труды по философии и политэкономии.
В 1859 году, после окончания университетского курса со степенью кандидата, Бугаеву было предложено остаться при Московском университете для приготовления к профессорскому званию, но он отказался, решив избрать военную карьеру. Поступив на службу унтер-офицером в гренадерский сапёрный батальон с прикомандированием к лейб-гвардии сапёрному батальону, одновременно он был принят экстерном в Николаевское инженерное училище в Санкт-Петербурге. В 1860 году Бугаев после сдачи экзамена был произведён в военные инженер-прапорщики и продолжил обучение в Николаевской инженерной академии, где слушал лекции математика М. В. Остроградского. Обучение в академии закончилось после того, как в знак протеста против отчисления из академии одного из инженер-прапорщиков, многие его товарищи, среди которых был и Бугаев, подали прошения о своём отчислении. Прошения были удовлетворены, Бугаев был откомандирован в сапёрный батальон. Вскоре он оставил военную службу и в 1861 году, вернувшись в Москву, стал готовиться к защите диссертации.

В 1863 году Бугаев защитил магистерскую диссертацию на тему «Сходимость бесконечных рядов по их внешнему виду», после чего получил заграничную командировку на два с половиной года для подготовки к профессорскому званию. Среди тех, чьи лекции он слушал в Германии и Франции, можно отметить Жозефа Бертрана (1822—1900), Карла Вейерштрасса (1815—1897), Жана Дюгамеля (1797—1872), Эрнста Куммера (1810—1893), Габриеля Ламе (1795—1870), Жозефа Лиувилля (1809—1882), Жозефа Серре (1819—1885), Мишеля Шаля (1793—1880). Бугаев выделял среди них Эрнста Куммера, у него Николай Васильевич слушал лекции по аналитической механике, теории чисел, теории поверхностей и теории гипергеометрических рядов. 

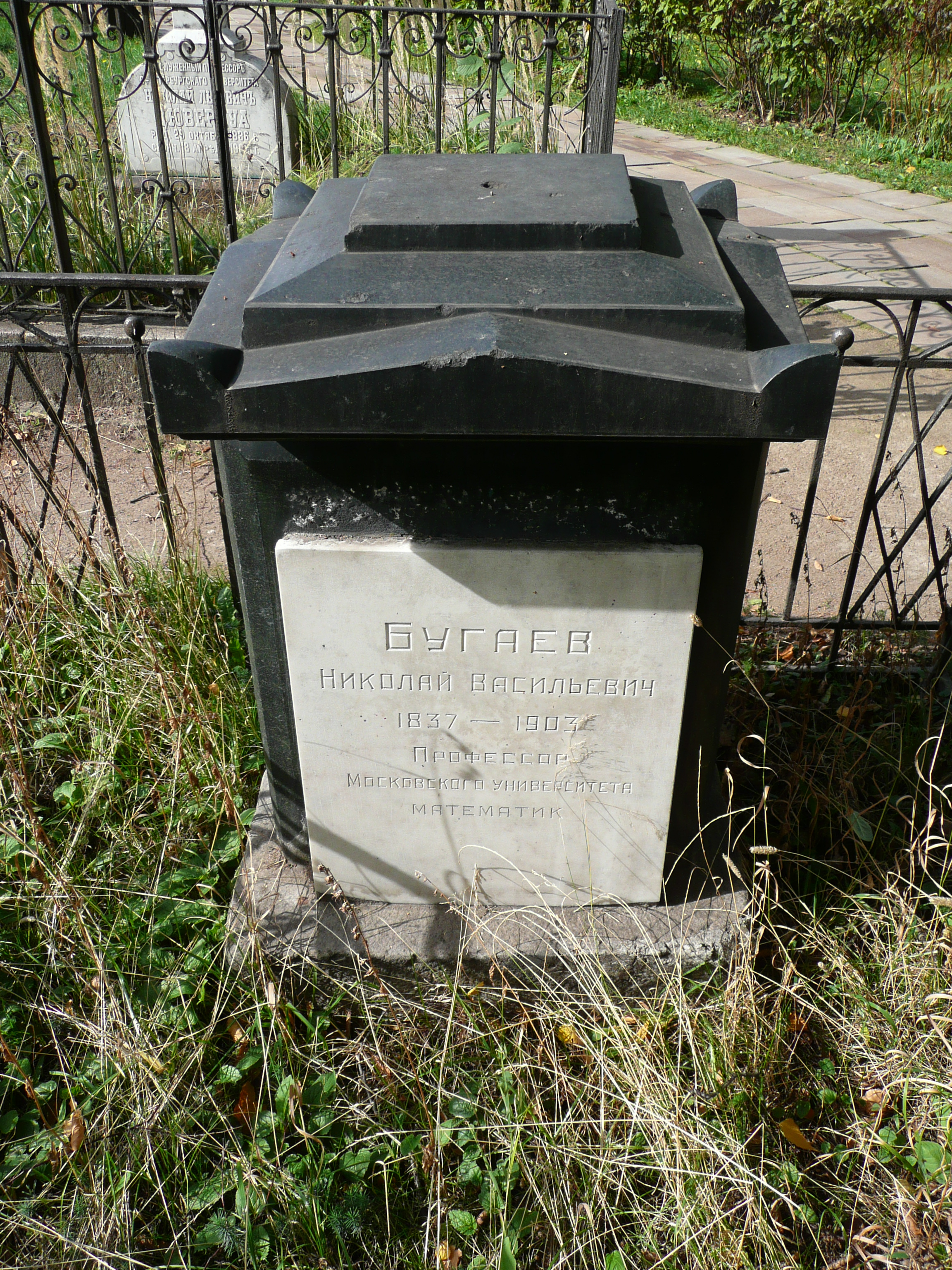
Могила в Новодевичьем монастыре

В 1865 году Бугаев вернулся в Москву и был избран доцентом по кафедре чистой математики. К этому же периоду относится и его активное участие в работе организованного во время его отъезда Московского математического общества.
В феврале 1866 года Бугаев защитил докторскую диссертацию о рядах, связанных с основанием натуральных логарифмов e («Числовые тождества, находящиеся в связи со свойствами символа Е») и в январе 1867 года стал экстраординарным профессором Московского университета, а в декабре 1869 года — ординарным профессором. Сначала он читал теорию чисел, а позже исчисление конечных разностей, вариационное исчисление, теорию эллиптических функций, теорию функций комплексного переменного. В это время он был товарищем председателя Общества распространения технических знаний.
В 1879 году Бугаев был избран членом-корреспондентом Императорской Санкт-Петербургской академии наук.
В 1886 году Бугаев стал вице-президентом Московского математического общества, а с 1891 года и до конца жизни — президентом Общества.
Дважды Н. В. Бугаев был деканом физико-математического факультета университета: в 1887—1891 и в 1893—1897 годах.
Умер 29 мая (11 июня) 1903 года в Москве.

## Научная деятельность в области математики
Исследования в основном в области анализа и теории чисел. Доказал гипотезы, сформулированные Лиувиллем. Наиболее важные работы Бугаева по теории чисел были основаны на аналогии между некоторыми операциями в теории чисел и операциями дифференцирования и интегрирования в анализе. Построил систематическую теорию разрывных функций.
Работы Бугаева привели к созданию в 1911 году, спустя 8 лет после его смерти, его учеником Дмитрием Фёдоровичем Егоровым (1869—1931), московской школы теории функций вещественной переменной.
Более ста лет назад, работая над «Диалектикой природы», Фридрих Энгельс, отмечая крайне неравномерную математизацию различных наук, писал: «Применение математики: в механике твердых тел абсолютное, в механике газов приблизительное, в механике жидкостей уже труднее, в физике больше в виде попыток...; в химии простейшие уравнения первой степени; в биологии = 0». Причины этой неравномерности, пожалуй, наиболее ясно изложил современник Энгельса, русский математик Н.Бугаев. Он считал, что подобно тому, как природа являет собою мир непрерывных и прерывных величин, так и математика должна состоять из теории непрерывных функций – математического анализа – и теории прерывных функций – аритмологии. «Все приводит к мысли, - писал Бугаев, - что аритмология не уступит анализу по обширности своего материала, по общности своих приемов, по замечательной красоте своих результатов. Прерывность гораздо разнообразнее непрерывности. Можно даже сказать, что непрерывность есть прерывность, в которой изменение идет через бесконечно малые и равные промежутки».
Сферой приложения аритмологических законов Бугаев считал строение химических элементов, протекание химических реакций, структуру химических соединений, строение кристаллов, биологические процессы. «Непрерывность объясняет только часть мировых событий, - писал Бугаев. – С непрерывностью непосредственно связаны аналитические функции. Эти функции приложимы к объяснению только простейших случаев жизни и природы».

## Московское математическое общество

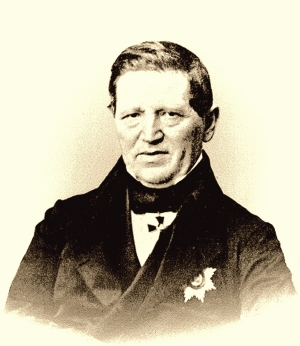
Николай Дмитриевич Брашман — один из преподавателей Н. В. Бугаева, позже — основатель и первый президент Московского математического общества.

В 1863—1865 гг. Бугаев был в Европе. В это время в Москве, в сентябре 1864 года, возникло Московское математическое общество — сначала как научный кружок преподавателей математики (большей частью из Московского университета), объединившихся вокруг профессора Николая Дмитриевича Брашмана. Вернувшись в Москву, Бугаев активно включился в научную работу Общества. Изначальной целью общества было ознакомление друг друга посредством оригинальных рефератов с новыми работами в различных областях математики и смежных наук — как собственными, так и других учёных; но уже в январе 1866 года, когда была подана просьба об официальном утверждении Общества, в его уставе была записана существенно более амбициозная цель: «Московское математическое Общество учреждается с целью содействовать развитию математических наук в России». Официально Общество было утверждено в январе 1867 года.
Бугаев до самой своей кончины был деятельным сотрудником Общества, входил в состав его бюро, исполнял обязанности секретаря. С 1886 года, после смерти Давидова, президентом Московского математического общества был избран Василий Яковлевич Цингер (1836—1907), а вице-президентом — Бугаев. В 1891 году, после того, как Цингер попросился в отставку по состоянию здоровья, президентом Общества был избран Бугаев; Николай Васильевич занимал этот пост до конца своих дней.
Для публикации докладов, прочитанных на заседаниях, был организован журнал «Математический сборник», его первый номер вышел в 1866 году; большинство работ Бугаева были напечатаны именно в нём.

## Научная деятельность в области философии

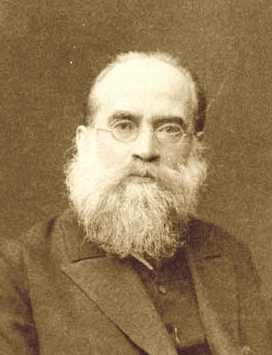
Л. М. Лопатин

Философией Бугаев активно занимался ещё в студенческие годы. В тот период его занимала возможность примирения идеализма с реализмом, он говорил, что «всё относительно и только в пределах данных условий становится абсолютным».
Позже Бугаева привлекали идеи позитивизма, но в конце концов отошёл от них.
На заседании Московского Математического Общества в марте 1904 года, посвящённом памяти Бугаева, профессор философии Лев Михайлович Лопатин (1855—1920) в своей речи говорил, что Николай Бугаев «по внутреннему складу своего ума, по заветным стремлениям своего духа… был столько же философ, как и математик». В центре философского мировоззрения Бугаева лежит (по Лопатину) творчески переработанное понятие немецкого математика и философа Готфрида Лейбница (1646—1716) — монада. Согласно Лейбницу, мир состоит из монад — психически деятельных субстанций, находящихся между собой в отношении предустановленной гармонии. Бугаев под монадой понимает «самостоятельный и самодеятельный индивидуум… живой элемент…» — живой, поскольку обладает психическим содержанием, суть которого — бытие монады для себя самой. Монада для Бугаева — тот единичный элемент, который является базовым для изучения, поскольку монада есть «целое, неделимое, единое, неизменное и себе равное начало при всех возможных отношениях к другим монадам и к себе самой», то есть «то, что в целом ряде изменений остаётся неизменным». Бугаев в своих работах исследует свойства монад, предлагает некоторые методики анализа монад, указывает на некоторые законы, свойственные монадам.

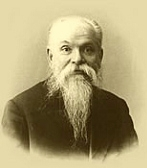
П. А. Некрасов

Кто мы, какое положение занимали и занимаем мы в мире, в каком контакте находимся мы с окружающею средою, какими физическими и духовными функциями, средствами и методами можем мы располагать для наших задач, целей и дел в будущем, — эти вопросы требуют для своего решения прежде всего точных азбучных принципов, обоснованию которых многие из основателей Московского Математического Общества и в их числе Николай Васильевич посвятили труд целой своей жизни. Этим принципам, представляющим собою азбуку мудрецов, они дали глубокое, мудрое, благочестивое, покорное делу Творца, научное, практическое и философское разъяснение.
Да будет же вечно памятным весь союз основателей Московского Математического Общества, и да будет незабвенным имя Николая Васильевича Бугаева.— Из речи П. А. Некрасова, произнесённой в марте 1904 года на заседании Московского математического общества, посвящённом памяти Николая Васильевича Бугаева

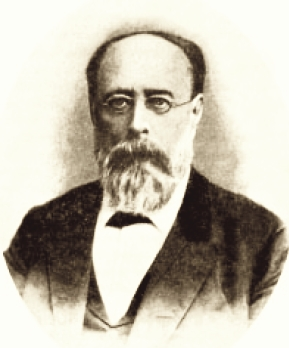
В. Я. Цингер

При советской власти Московская философско-математическая школа в связи с так называемым «Делом Промпартии» (1930) и разгромом научной статистики (первая «волна» — после демографической катастрофы, вызванной голодом 1932—1933 годов, вторая «волна» — после «неправильной» переписи 1937 года) была объявлена реакционной. Вот что, к примеру, было написано в выпущенной в 1931 году брошюре «На борьбу за диалектическую математику»: «Эта школа Цингера, Бугаева, Некрасова поставила математику на службу реакционнейшего „научно-философского миросозерцания“, а именно: анализ с его непрерывными функциями как средство борьбы против революционных теорий; аритмологию, утверждающую торжество индивидуальности и кабалистики; теорию вероятностей как теорию беспричинных явлений и особенностей; а всё в целом в блестящем соответствии с принципами черносотенной философии Лопатина — православием, самодержавием и народностью». В опубликованной в 1938 году статье «Советская математика за 20 лет» говорилось об «отрицательном значении для развития науки реакционных философских и политических тенденций в московской математике (Бугаев, П. Некрасов и др.)». В последующие годы об идеях Московской философско-математической школы в советской литературе практически не упоминалось.

## Научные работы
Названия работ Бугаева даны в соответствии со списком, размещённым в журнале «Математический сборник» за 1905 год. Некоторые из этих работ в статье из Энциклопедического словаря Брокгауза и Ефрона, посвящённой Бугаеву, имеют несколько иные названия.

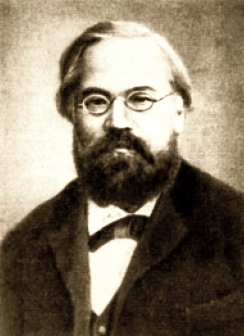
Н. В. Бугаев

Работы по математике:
- Общая теорема теории чисел с одной произвольной функцией: извлечено из 2-го тома сб. мат. наук / Н. В. Бугаев, 1865. — 7 с.
- Руководство к арифметике. Арифметика целых чисел.
- Руководство к арифметике. Арифметика дробных чисел. — М.: Н. И. Мамонтов, 1893. — 191 с.
- Задачник к арифметике целых чисел. — М.: Тип. А. И. Мамонтова, 1876. — 72 с.
- Задачник к арифметике дробных чисел.
- Начальная алгебра / Сост. Н. В. Бугаев, орд. проф. Имп. Моск. ун-та. Ч. 1—2. — Москва: тип. М. Н. Лаврова и К°, 1877.
- Вопросы к алгебре.
- Начальная геометрия: Планиметрия / Сост. Н. В. Бугаев, орд. проф. Имп. Моск. ун-та. — Москва: насл. бр. Салаевых, 1883. — [4], 216 с.
- Начальная геометрия. Стереометрия. — М.: Тип. Э. Лисснер, 1883. — 111с
- Сергей Алексеевич Усов. // Отчёт Московского университета. — 1887.
- Доказательство теоремы Коши. // Вестник математических наук.
- Доказательство теоремы Вильсона. // Вестник математических наук.
- Замечания на одну статью высшей алгебры Серре. // Вестник математических наук.
- Рациональные функции, выражающие два корня кубического уравнения по третьему. // Вестник математических наук.
- Графический способ проведения касательной к кривой на плоскости. // Вестник математических наук.
- Решение уравнений 4 степени. // Вестник математических наук.
- Интегрирование рациональных дробей без помощи разложения. // Вестник математических наук.
- Замечание к теории равных корней. // Вестник математических наук.
- По поводу правила сходимости Поппера. // Математический Сборник. — т. 2.
- Сходимость бесконечных рядов по их внешнему виду.
- Числовые тождества, находящиеся в связи с свойствами символа E. // Математический Сборник. — т. 1.
- Учение о числовых производных. // Математический Сборник. — тт. 5, 6.
- Некоторые приложения теории эллиптических функций к теории функций прерывных. // Математический Сборник. — тт. 11, 12.
- Общие основания исчисления Eφx с одним независимым переменным. // Математический Сборник. — тт. 12, 13.
- Введение в теорию чисел. // Учёные записки Московского университета.
- Интегрируемые формы дифференциальных уравнений. // Математический Сборник. — т. 4.
- Некоторые частные теоремы для числовых функций. // Математический Сборник. — т. 3.
- Дифференциальные уравнения 1-го порядка. // Математический Сборник. — т. 3.
- Общая теорема теории чисел с одной произвольной функцией. // Математический Сборник. — т. 2.
- Теорема Эйлера о многогранниках: Свойства плоской геометр. сети / [Соч.] Н. В. Бугаева. — Москва: Унив. тип. (Катков и К°), [1867]. — 6 с.: черт.
- Некоторые вопросы числовой алгебры. // Математический Сборник. — т. 7.
- Числовые уравнения второй степени. // Математический Сборник. — т. 8.
- К теории делимости чисел. // Математический Сборник. — т. 8.
- К теории функциональных уравнений. // Математический Сборник. — т. 8.
- Решение одного шахматного вопроса с помощью числовых функций. // Математический Сборник. — т. 9.
- Некоторые свойства вычетов и числовых сумм. // Математический Сборник. — т. 10.
- Решение сравнений второй степени при модуле простом. // Математический Сборник. — т. 10.
- Рациональные функции, находящиеся в связи с теорией приближенного извлечения квадратных корней. // Математический Сборник. — т. 10.
- Один общий закон теории разбиения чисел. // Математический Сборник. — т. 12.
- Свойства одного числового интеграла по делителям и его различные применения. Логарифмические числовые функции. // Математический Сборник. — т. 13.
- Общие приёмы вычисления числовых интегралов по делителям. Естественная классификация целых чисел и прерывных функций. // Математический Сборник. — т. 14.
- Общие преобразования числовых интегралов по делителям. // Математический Сборник. — т. 14.
- К теории сходимости рядов. // Математический Сборник. — т. 14.
- Геометрия произвольных величин. // Математический Сборник. — т. 14.
- Различные применения начала наибольших и наименьших показателей к теории алгебраических функций. // Математический Сборник. — т. 14.
- Одна общая теорема алгебраических кривых высшего порядка. // Математический Сборник. — т. 15.
- Об уравнениях пятой степени, разрешаемых в радикалах (в соавторстве с Л. К. Лахтиным). // Математический Сборник. — т. 15.
- Прерывная геометрия. // Математический Сборник. — т. 15.
- Начало наибольших и наименьших показателей в теории дифференциальных уравнений. Целые частные интегралы. // Математический Сборник. — т. 16.
- Дробные частные интегралы дифференциальных уравнений.
- Выражение эллиптических интегралов в конечном виде.
- Общие условия интегрируемости в конечном виде эллиптического дифференциала.
- Алгебраические частные интегралы дифференциальных уравнений.
- Определённые числовые интегралы по делителям.
- Определённые числовые интегралы по делителям смешанного характера.
- Способ последовательных приближений. Его приложение к численному решению алгебраических уравнений высших степеней.
- Способ последовательных приближений. Его приложение к разложению функций в непрерывные ряды.
- Способ последовательных приближений. Его приложение к выводу теорем Тейлора и Лагранжа в преобразованной форме.
- Способ последовательных приближений. Его приложение к интегрированию дифференциальных уравнений.
- Способ последовательных приближений. Вспомогательные и дополнительные способы приближенного исчисления.
- Моногенность интегралов дифференциальных уравнений.
- Приближенное вычисление определённых интегралов: [Чит. в заседаниях Моск. матем. о-ва 21 янв. и физ.-мат. о-ва при Имп. Казанск. ун-те 12 мая 1897 г.]. — Казань: типо-лит. Имп. ун-та, 1897. — [2], 26 с.
- Об одной теореме теории чисел.
- Приложение исчисления E(φx) к определению целого частного двух полиномов.
- Геометрические приёмы приближенной квадратуры и кубатуры.
- Различные способы исследования определённых числовых интегралов по делителям.
- Связь числовых интегралов по делителям с числовыми интегралами по натуральным числам.
- Связь числовых интегралов по натуральным числам с определёнными числовыми интегралами смешанного характера. — Москва: Моск. мат. о-во, сост. при Имп. Моск. ун-те, 1900. — [2], 499—514, 17—38 с.
- Обобщённая форма ряда Лагранжа.
- О ряде подобном ряду Лагранжа.
- Разложение функций в числовой ряд по функциям ψ(n).
- Различные вопросы исчисления E(x): [Чит. в Казанском матем. о-ве 25 мая 1901 г. и в Моск. матем. о-ве 20 ноября 1901 г.]. — Москва: Мат. о-во, 1902. — [1], 121 с.
- Некоторые общие соотношения в теории многократных интегралов.

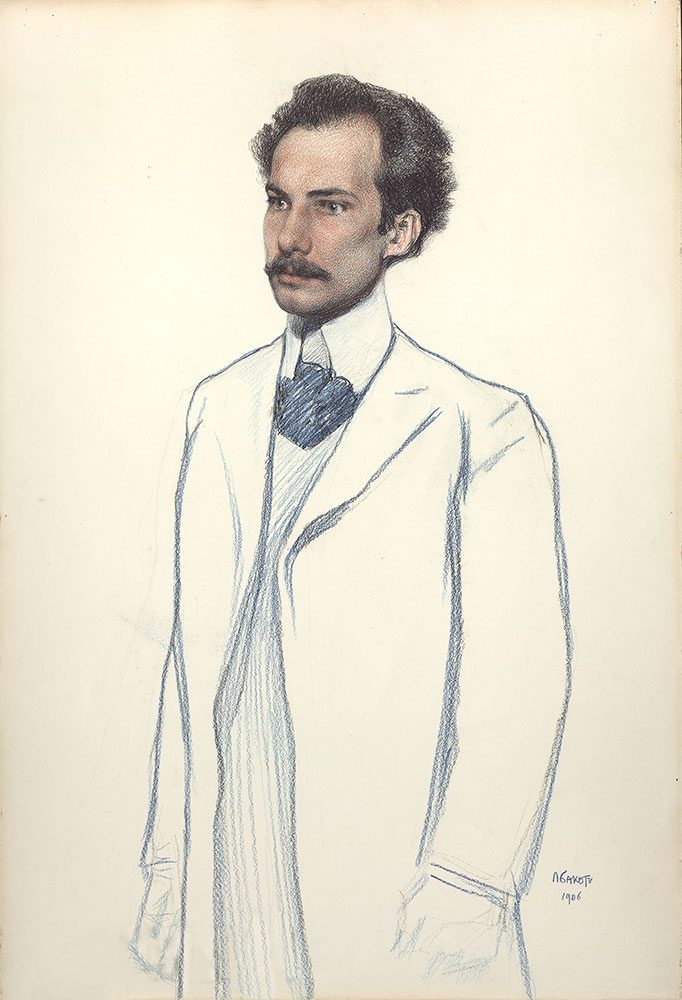
Портрет Андрея Белого кисти Льва Бакста

Работы по философии и педагогике:
- О свободе воли: [Чит. в заседании Моск. психол. о-ва 4 февр. 1889 г.] / [Соч.] Н. В. Бугаева, д. чл. Психол. о-ва. — Москва: тип. А. Гатцука, 1889. — 26 с.
- Основы эволюционной монадологии: [Реферат, чит. в заседании Моск. психол. о-ва] / Н. В. Бугаев. — Москва: типо-лит. т-ва И. Н. Кушнерев и К°, 1893. — 19 с.
- Математика как орудие научное и педагогическое. // Математический Сборник. — т. 3.
- Математика и научно-философское миросозерцание: [Реферат, прочит. в Психол. о-ве 17 окт. 1898 г.] / Н. В. Бугаев. — Москва: типо-лит. т-ва И. Н. Кушнерев и К°, 1899. — 23 с.
- Математика и научно-философское миросозерцание // Математический сборник : журнал. — М., 1905. — Т. 25, № 2. — С. 349—369.  (Дата обращения: 7 декабря 2009)

## Семья
- Жена — Александра Дмитриевна (урождённая Егорова) (1858—1922).
- Сын — Бугаев, Борис Николаевич (псевдоним Андрей Белый) (1880—1934), писатель, поэт, критик, один из ведущих деятелей русского символизма; он оставил яркие воспоминания о своём отце и окружавших его людях.

В Москве семья проживала на Арбате (дом 55) в квартире профессорского дома, специально выделенного под квартиры преподавателям Московского университета.

## Педагогические взгляды
Педагогические взгляды Николая Васильевича Бугаева представляют не меньший интерес, чем его математические идеи и философские воззрения. Сохранилось немало опубликованных и неопубликованных материалов, позволяющих реконструировать основные педагогические идеи Н. В. Бугаева. Некоторые из этих работ:
- «Математика как орудие научное и педагогическое» (1-е издание вышло в 1869 году)
- «Влияние Московского университета на развитие математики в русских университетах» (около 1884 г.)
- «Записка по вопросу о начальном образовании» (1898 г.)
- К вопросу о подготовке преподавателей для средних учебных заведений (1899 г.)
- «К вопросу о средней школе» (1899 г.)
- «Доклад ординарного профессора Московского университета Н. В. Бугаева» (1900 г.)
- «К вопросу о подготовке преподавателей для средних учебных заведений» (1901 г.).

Основываясь на культурно-исторических, религиозных традициях русского народа, результатах психологии, обобщая свой опыт и опыт своих многочисленных учителей, Н. В. Бугаев обосновал собственные главные педагогические принципы, которые, привлекая современную педагогическую терминологию, можно назвать так:
- учёт индивидуальных особенностей учащихся;
- активность и самодеятельность учащихся;
- преемственность между разными уровнями образования;
- возбуждение эстетических эмоций у учащихся в процессе обучения;
- сосредоточение внимания учащихся на ограниченном числе предметов одновременно;
- гибкость проведения экзаменационной сессии в вузе;
- научность содержания математики как учебного предмета, характеризующаяся ясностью и полнотой, логичностью и последовательностью[19].

Перу Николая Васильевича принадлежат учебные руководства для средней школы (по арифметике, геометрии, алгебре). Среди книг, написанных учёным для школы, наибольшую популярность имели руководства и задачники по арифметике. «Задачник к арифметике целых чисел» был рекомендован Министерством народного просвещения для приготовительного класса гимназий, «Руководство к арифметике, арифметика целых чисел» и «Руководство к арифметике, арифметика дробных чисел» — для первого класса, «Руководство к арифметике, арифметика дробных чисел» — для второго и третьего классов.

## Шахматы
Н. В. Бугаев был хорошим шахматистом. Он первым применил дебют, который в дореволюционных изданиях назывался «дебютом Бугаева» — «Дебют Сокольского». В сеансе одновременной игры 7 февраля 1896 года он смог выиграть, применив этот дебют, у экс-чемпиона мира В. Стейница.